# Parafia św. Michała Archanioła w Pińczycach
Parafia św. Michała Archanioła w Pińczycach – parafia rzymskokatolicka z siedzibą w Pińczycach, znajdująca się w archidiecezji częstochowskiej, w dekanacie koziegłowskim.